# Sally Satel

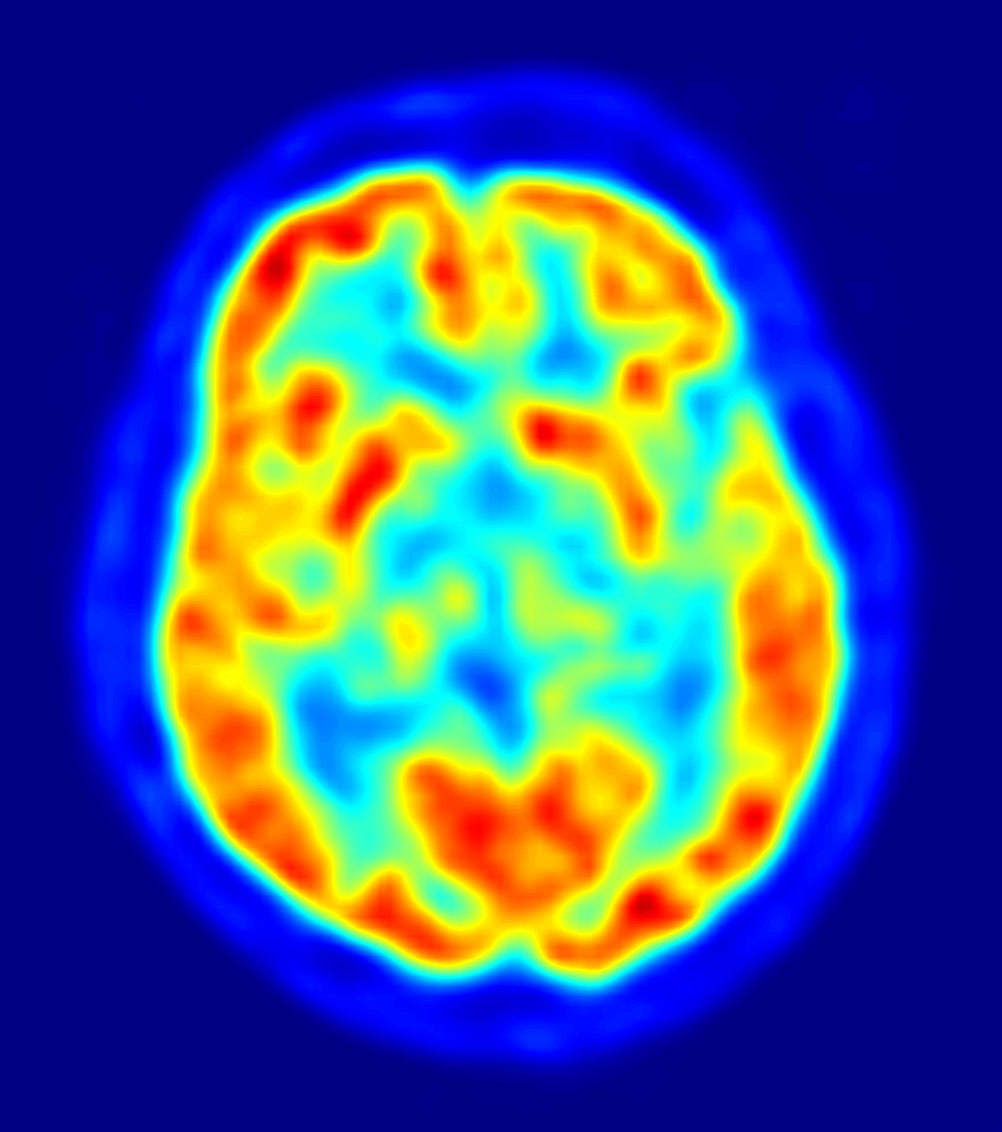
Ver "Lavagem cerebral: O apelo sedutor da Neurociência sem Mente"-ISBN 978-0-465-08177-2

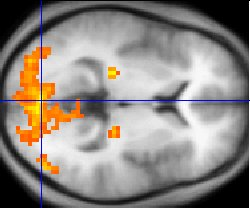
Imagens do cérebro gravado com PET Scan (em cima) e fMRI (na parte inferior). Na imagem PET, as áreas vermelhas são as mais ativos. Na imagem fMRI, as áreas amareladas são as áreas que apresentam a maior diferença na ativação entre duas tarefas.

Sally Satel é uma psiquiatra e pesquisadora americana, professora na Faculdade de Medicina, da Universidade de Yale, New Haven, Connecticut, USA. Resultados de sua pesquisa sobre Neurociência foram publicados no livro " Lavagem cerebral: O apelo sedutor da Neurociência sem Mente " (título original: "Brainwashed: The Seductive Appeal of Mindless Neuroscience"  ISBN 978-0-465-08177-2).

## Visão sobre Neurociência
Sally Satel, assim como a psicóloga social e pesquisadora americana Carol Tavris, faz parte do grupo de pesquisadores que, sem negar a importância das novas tecnologias de imagens cerebrais, vêm todavia, Neurociência como pseudociência quando tenta explicar o comportamento humano com base em tais imagens cerebrais sem metodologia científica que justifique suas teorias na área comportamental.
Tais pesquisadores apontam que os defensores da neurociência, mesmo na ausência de metodologia científica para explicar o comportamento humano com base apenas em funções cerebrais, promovem informações que dizem ser baseadas em fatos científicos, mas que não resultam da aplicação de quaisquer métodos científicos. Além disso, promovem suas teorias com base em informações extrapoladas sobre o real significado científico das imagens cerebrais dos PET Scans.
Sally Satel, em suas pesquisas busca desmitificar o verdadeiro significado das imagens de PET Scans. Segundo ela::
.."apesar de varreduras do cérebro e outros neurotecnologias fornecerem ideias inovadoras sobre o funcionamento do cérebro humano, a ideia cada vez mais na moda de que são os mais importantes meios de responder às mistérios da psicologia é equivocada - e potencialmente perigoso."

## Ver Também
- Carol Anne Tavris
- Programação neurolinguística
- Indústria farmacêutica
- Promoção de doenças
- Marketing Farmacêutico